# Rochefort-Montagne
Rochefort-Montagne è un comune francese di 986 abitanti situato nel dipartimento del Puy-de-Dôme nella regione dell'Alvernia-Rodano-Alpi.

## Società

### Evoluzione demografica
Abitanti censiti